# 荒波修
荒波 修（あらなみ おさむ、1971年2月12日 - ）は、日本の実業家。
ソウルドアウト株式会社代表取締役社長CEO。GYAO代表取締役社長などを歴任。

## 略歴
神奈川県出身。1993年神奈川大学経営学部卒業後、三洋証券に入社。オーストラリアのボンド大学経営大学院にてMBA取得後、慶應義塾大学大学院システムデザイン・マネジメント研究科修了。
デル日本法人、日本ヒューレット・パッカード、日本ラドウェアなどを経て、2007年オーバーチュアに入社。
2008年吸収合併によりヤフーへ転籍。同社執行役員を経て、2016年GYAO代表取締役社長に就任した。2018年3月、ソウルドアウト取締役COOに就任。2019年3月、同社代表取締役社長CEOに就任した。